# Оценка действий и намерений России в связи с прошедшими выборами в США
«Оценка действий и намерений России в связи с прошедшими выборами в США» или «Оценка действий и намерений России в прошедших выборах» — доклад, выпущенный Офисом Директора Национальной разведки США, который оценил масштаб и основу вмешательства России в выборы в США в 2016 году. Доклад был опубликован 6 января 2017 года и включает в себя результат работы Агентства национальной безопасности, Центрального разведывательного управления и Федерального бюро расследований (ФБР). В докладе оценивается характер и масштаб действий, предпринятых Россией и связанными с ней элементами во время выборов. Рассматривается использование Россией киберпространства, например взлом и использование интернет-троллей и ботов, а также интенсивная кампания в средствах массовой информации с целью повлиять на общественное мнение в США. Кроме того, в нём анализируются намерения и мотивы России в отношении их кампании влияния. Выпущенный в двух формах, засекреченной версии и рассекреченной версии, доклад сделал свои выводы на основе строго засекреченной разведывательной информации, понимания прошлых действий России, а также конфиденциальных источников и методов.

## Контекст
В период с 2015 по 2016 год хакеры, связанные с российской разведкой, взломали Национальный Комитет Демократической партии и начали просматривать его серверы и получать большие объёмы данных в виде электронных писем, списков доноров, исследований оппозиции и т. д. Летом 2016 года эта информация была опубликована сайтами DCLeaks и WikiLeaks. В марте 2016 года Джон Подеста, председатель избирательного штаба Хиллари Клинтон, стал объектом целевой фишинговой атаки, в результате которой было украдено более 20 тысяч страниц электронных писем, которые WikiLeaks опубликовали осенью 2016 года.
7 октября 2016 года, примерно за месяц до дня выборов, Министерство внутренней безопасности совместно с Офисом Директора Национальной разведки (ODNI) опубликовали заявление, в котором выражается уверенность в том, что российское правительство пытается повлиять на предстоящие выборы в США. В заявлении Россия обвиняется во взломе и распространении сообщений из электронной почты, а также в получении доступа к базам данных о выборах, и говорится: «Мы считаем, исходя из масштабов и важности этих усилий, что только самые высокопоставленные чиновники России могли санкционировать эту деятельность». Через два месяца после выборов, 9 декабря, уходящий в отставку Президент США Барак Обама поручил разведывательным службам провести «полный анализ» российских операций по влиянию на избирательный процесс в США вплоть до 2008 года. 29 декабря был опубликован Предварительный совместный аналитический доклад (JAR) Министерства внутренней безопасности и Федерального бюро расследований (ФБР), в котором содержится подробная информация о типах киберинструментов и инфраструктуры, используемых российскими спецслужбами для взлома и эксплуатации американских систем.

## Содержание
Версия доклада «Оценка действий и намерений России в связи с прошедшими выборами в США», выпущенная для всеобщего ознакомления, содержала те же выводы, что и засекреченная версия, однако полная подтверждающая информация для утверждений, сделанных в публичном докладе, была опущена, поскольку представляла собой государственную тайну. Используемые разведывательные данные были собраны Центральным разведывательным управлением (ЦРУ), ФБР и Агентством национальной безопасности (АНБ). В докладе агентства также оценивали уровень достоверности конкретных утверждений.
В докладе прямо указано, что Разведывательное сообщество США анализировало и отслеживало только намерения, возможности и действия российского правительства, а не то, какое влияние российское правительство оказало на общественное мнение в США или политические процессы в США. Большая часть доклада была посвящена RT (ранее Russia Today), сети, финансируемой российским правительством, и её предполагаемой роли в попытках манипулировать общественным мнением и дискурсом в США. По состоянию на январь 2017 года, доклад стал наиболее подробным общедоступным сборником сведений о попытках вмешательства России в выборы 2016 года.
По информации канала CNN, ЦРУ и ФБР не включили досье Стила в доклад за 6 января 2017 года, потому что они не хотели разглашать какие части досье они смогли подтвердить и как.

### Российские действия на выборах 2016 года
- Российская кампания влияния была напрямую одобрена Владимиром Путиным с целью продвижения и увеличения электоральных шансов тогдашнего кандидата в президенты США Дональда Трампа при дискредитации Хиллари Клинтон. ЦРУ и ФБР сделали это заявление с «высокой степенью уверенности», в то время как АНБ выразило «умеренную уверенность».
- Главное разведывательное управление (ГРУ), служба военной разведки России, использовало личность Guccifer 2.0[англ.] для распространения информации, полученной в результате компрометации серверов Национального Комитета Демократической партии[англ.] (DNC). Агентства сделали это заявление с «высокой степенью уверенности».
- Российская разведка получила доступ к нескольким государственным базам данных о выборах и исследовала их, однако Министерство внутренней безопасности подтвердило, что системы, участвующие в подсчёте голосов, не были скомпрометированы.
- Путин лично отдавал предпочтение кандидату Трампу из-за его поддержки дружественной России политики на Украине и в Сирии во время предвыборной кампании, а также из-за его заявленного стремления к более тесным отношениям с Москвой.
- Сразу после выборов российские правительственные чиновники перестали охарактеризовывать избирательный процесс в США как несправедливый, поскольку считали, что это помешало бы установлению тёплых отношений с новой администрацией.
- Тактика, использованная для вмешательства в выборы в США в 2016 году, является результатом «многолетних инвестиций» России, которая использовала аналогичную тактику в бывших советских республиках, что позволило им отточить свои навыки.
- Российские спецслужбы получили доступ к серверам DNC ещё в июле 2015 года, а ГРУ начало кибероперации, ориентированные на выборы в США, ещё в марте 2016 года. В мае хакеры «украли большие объёмы данных» из DNC.
- Guccifer 2.0, DCLeaks[англ.] и WikiLeaks использовались Россией в качестве посредников для публичного обнародования «данных о жертвах», полученных от целей в США. WikiLeaks якобы был выбран Москвой для этой задачи из-за его «самопровозглашённой репутации подлинности», хотя никакие данные, просочившиеся в организацию, не содержали «очевидных подделок».
- RT активно сотрудничал с WikiLeaks. В 2013 году главный редактор RT посетил посольство Эквадора, где проживал Джулиан Ассанж, чтобы договориться о возможном продлении рабочего контракта. RT также регулярно симпатизировал Ассанжу и предоставлял ему «платформу для осуждения США».
- Россия собирала информацию о политических целях членов Республиканской партии США в ходе избирательного цикла, но скрывала эту информацию от общественности.
- Российские государственные средства массовой информации (СМИ), такие как RT, Sputnik и сеть интернет-троллей, постоянно восхваляли кандидата Дональда Трампа, одновременно негативно освещая его оппонента Хиллари Клинтон. Российские государственные издания нацелились на внутреннюю аудиторию США через англоязычные СМИ для подачи позиции Трампа в положительном свете при осуждении его освещения в американских СМИ под видом предвзятого и подконтрольного американскому политическому истеблишменту.
- На протяжении всего избирательного цикла RT публиковал множество антиклинтоновских материалов, направленных на то, чтобы очернить Клинтон. Среди них были видеоролики под названием «Как 100 % „благотворительной помощи“ Клинтонов пошли… на себя» и «Клинтон и ИГИЛ финансируются на одни и те же деньги».
- Перед днём выборов в США российский политик-ультранационалист Владимир Жириновский заявил, что Россия «выпьет шампанского» в случае победы Трампа из-за ожидания того, что Россия сможет сдвинуть свои позиции на Украине и в Сирии.
- Одним из главных пропагандистов российского вмешательства было расположенное в Санкт-Петербурге Агентство интернет-исследований (АИИ) — ферма троллей, финансируемая союзником Путина, имеющим связи с российскими спецслужбами. Некоторые из троллей в АИИ ранее использовались для продвижения пророссийских идей на Украине.

### RT
- RT America, подразделение RT, усилило свою антиамериканскую риторику в преддверии президентских выборов 2012 года, назвав избирательную систему США «недемократической» и призвав американцев поднять восстание и «вернуть власть себе». Во время выборов 2012 года RT показал множество сюжетов, в которых утверждалось об уязвимостях машины для голосования, широкомасштабном мошенничестве на выборах, а также транслировал два новых шоу, в которых открыто критиковались США и западные институты, а также продвигался «радикальный контент».
- В ноябре 2012 года RT показал документальный фильм о движении «Захвати Уолл-Стрит», в котором движение охарактеризовано как борьба против «правящего класса» и повторены призывы к американцам «вернуть» власть, утверждая, что единственным способом изменить правительство США является революция.
- Анти-фрекинг[англ.] стал популярной темой на RT, что, вероятно, свидетельствует об опасениях российского правительства, что увеличение масштабов фрекинга может привести к расширению рынка природного газа в США, что поставит под угрозу долю России в отрасли.
- Во время Российско-Грузинской войны 2008 года RT утверждал, что правительство Грузии убивало мирных жителей и организовывало геноцид в Южной Осетии.

### Намерения российского правительства на выборах 2016 года
В докладе утверждается, что многочисленные прошлые инциденты побудили российское правительство провести операцию влияния в поддержку президентской кампании Дональда Трампа. Владимир Путин считал, что Россию унижают на международной арене серией скандалов, которые он публично приписывал США, такими как олимпийский допинговый скандал и Панамские документы. Путин стремился использовать утечку политически дискредитирующих материалов в США как метод запятнать имидж США. Кроме того, Путин также испытывал личную неприязнь к Хиллари Клинтон, поскольку он считал, что её ответственной за серию протестов в России в 2011 и 2012 годах, а также за якобы клеветнические высказывания Клинтон в адрес Путина. Согласно докладу, когда победа Клинтон казалась вероятной, Россия изменила свою стратегию с поддержки кандидатуры Трампа на саботаж легитимности Клинтон и поставила под сомнение прозрачность выборов.
Правительство Путина также предположило, что их действия будут способствовать достижению цели России по созданию угрозы и разрушению «либерально-демократического порядка, возглавляемого США», который Путин рассматривает как угрозу своей стране и режиму.

## Публикация и оценки
Во второй половине дня 6 января 2017 года ODNI опубликовало рассекреченную версию доклада под названием «Оценка действий и намерений России в связи с прошедшими выборами в США», менее чем через месяц после того, как администрация Обамы потребовала провести тщательный анализ. Ранее в тот же день директор ФБР Джеймс Коми, директор ЦРУ Джон Бреннан, директор АНБ Майк Роджерс и директор национальной разведки Джеймс Клеппер проинформировали избранного президента Трампа о секретных выводах разведывательного сообщества во время встречи в Башне Трампа, а затем Коми в частном порядке проинформировал Трампа о самых серьёзных обвинениях в досье Стила. Во вторник, 4 января, Трамп написал в Твиттере, что «брифинг был отложен до пятницы», хотя на вторник брифинг не был запланирован, и намекнул, что информацию от него скрывают. После брифинга Трамп назвал встречу «конструктивной», но позже Коми заявил, что реакция Трампа обеспокоила его, что вынудило его задокументировать разговор в служебной записке. На следующий день Трамп выступил с заявлением, в котором утверждалось, что «разведка очень решительно заявила, что нет абсолютно никаких доказательств того, что взлом повлиял на результаты выборов», что некоторые назвали противоречием утверждению в докладе о том, что в нём не проводился анализ эффекта влияния России на избирателей и общественное мнение в США.
Спикер Палаты представителей США Пол Райан признал вмешательство России в выборы, но настаивал на том, что «мы не можем позволить противникам использовать этот доклад в попытке лишить легитимности победу избранного президента». Лидер меньшинства в Палате представителей и член «Группы восьми» Нэнси Пелоси назвала доклад «действительно ошеломляющим разоблачением» и выступила за дальнейшее рассекречивание доклада и расследование Конгрессом США. Газета The Wall Street Journal подчеркнула «удивительно подробные выводы» доклада, в то время как газета The Washington Post назвала доклад «удивительно резкой оценкой».
Комитет по разведке Сената США провёл углублённый анализ доклада и опубликовал свои первоначальные выводы в июле 2018 года. Комитет счёл доклад «надёжным разведывательным продуктом».